# Baroque in the future
Baroque in the future is het enige muziekalbum van de Japanse muziekgroep Deja-Vu. 

## Inleiding
Het album kwam in een periode dat de Amerikaanse en Europese progressieve rock in een groot dal zaten door de opkomst en neergang van de punkmuziek. Vanuit Japan werden voor de “oude garde” tal van compact discs verspreid, waarop muziek gelijkend aan de bands Yes, Genesis en bij dit album Emerson, Lake & Palmer. Dat trio (toetsen, basgitaar en zang, drumstel) kwam door muzikale meningsverschillen al jaren niet aan nieuw werk toe. Door Deja-Vu werd dat gat enigszins opgevuld met deze opnamen uit de Dig Studio in Tokio. Daar waar ELP een juiste balans had gevonden, is het werk van het Japanse equivalent vooral gericht op het toetsenwerk, hetgeen nog eens benadrukt wordt door de matige zangkwaliteiten van Nagatsuma.
Na een album kwam het voor Deja-Vu alweer afgelopen. Motoi Sakuruba werd later bekend met het schrijven van muziek voor videogames als Tales of RPG en Dark Souls. In 1998 kwam er via Musea Records een Europese persing. (catalogus 4254) met twee livetracks. Waarop Tomoki Ueno en Ken Ishita daadwerkelijk meespelen. 

## Musici
- Motoi Sakuraba – toetsinstrumenten
- Tetsuya Nagatsuma – zang, basgitaar
- Genta Kudolt – drumstel, percussie, zang

Met dank aan Tomoki Ueno (Outer Limits) en de band Social Tension;

## Muziek
| Nr. | Titel                                                     | Duur |
| --- | --------------------------------------------------------- | ---- |
| 1.  | Prelude (Muziek: Sakuraba, tekst: Nagatuma)               | 3:50 |
| 2.  | Next world (Muziek: Sakuraba, tekst: Nagatuma)            | 5:52 |
| 3.  | Baroque in the future (Muziek: Sakuraba, tekst: Nagatuma) | 3:53 |
| 4.  | Daydrem (Muziek: Sakuraba, tekst: Nagatuma)               | 5:29 |
| 5.  | Flash! (Muziek: Sakuraba, tekst: Nagatuma)                | 3:42 |
| 6.  | Byzantium (Muziek: Sakuraba, tekst: Nagatuma, Kudolt)     | 6:37 |
| 7.  | Deja vu (Muziek: Sakuraba, tekst: Nagatuma)               | 7:53 |